# 1752
| 1752               |
| ------------------ |
| Dødsfald - Fødsler |
| • Begivenheder     |

| Gregoriansk kalender | 1752 MDCCLII            |
| Ab urbe condita      | 2505                    |
| Armensk kalender     | 1201 ԹՎ ՌՄԱ             |
| Kinesiske kalender   | 4448 – 4449 辛未 – 壬申 |
| Etiopisk kalender    | 1744 – 1745             |
| Jødisk kalender      | 5512 – 5513             |
| Hindukalendere       |                         |
| - Vikram Samvat      | 1807 – 1808             |
| - Shaka Samvat       | 1674 – 1675             |
| - Kali Yuga          | 4853 – 4854             |
| Iransk kalender      | 1130 – 1131             |
| Islamisk kalender    | 1165 – 1166             |

Konge i Danmark: Frederik 5. 1746-1766
Se også 1752 (tal)

## Begivenheder
- 15. juni – Benjamin Franklin gennemfører sit kendte eksperiment, hvor han opsender en drage med en nøgle fastgjort og beviser, at lyn er en elektrisk udladning.
- England overgår til den gregorianske kalender.